# سد عاقول
سد عاقول (به عربی: سد العاقول) یک سد در عربستان سعودی است که در استان مدینه واقع شده‌است.